# لارس إلير
لارس إلير (بالدنماركية: Lars Eller) هو لاعب هوكي الجليد دنماركي، ولد في 8 مايو 1989 في Rødovre ‏ في الدنمارك.

## وصلات خارجية
- لارس إلير على موقع دوري الهوكي الوطني (الإنجليزية)
- لارس إلير على موقع EliteProspects.com (الإنجليزية)
- لارس إلير على موقع Eurohockey.com (الإنجليزية)
- لارس إلير على موقع HockeyDB.com (الإنجليزية)
- لارس إلير على موقع Hockey-Reference.com (الإنجليزية)